# Moor im Krötenseewald
Das Naturschutzgebiet Moor im Krötenseewald liegt im Langenbacher Forst, einem gemeindefreien Gebiet im oberfränkischen Landkreis Kronach in Bayern.
Das 20,99 ha große Gebiet mit der Nr. NSG-00434.01, das im Jahr 1993 unter Naturschutz gestellt wurde, erstreckt sich nördlich des Kernortes Langenbach, einem Ortsteil der Gemeinde Geroldsgrün. Unweit westlich, nördlich und östlich verläuft die Landesgrenze zu Thüringen. Westlich und nordwestlich erstreckt sich das 45,5 ha große Naturschutzgebiet Fränkische Muschwitz, nördlich und östlich ist es das 22,3 ha große Naturschutzgebiet Thüringische Muschwitz.
Die Unterschutzstellung erfolgt zur Erhaltung eines wertvollen Moorgebietes mit naturnahen Bruchwald- und Sumpfbereichen sowie Quellfluren und des Lebensraumes einer Vielzahl von seltenen, empfindlichen und gefährdeten Pflanzen- und Tierarten.